# Bécaulogie - intégrale Bécaud 1953 à 1972
Albums de Gilbert Bécaud
Olympia 1972 Olympia 73
(1973)
Bécaulogie - intégrale Bécaud 1953 à 1972 (33 tours 30cm - COLUMBIA / EMI) est publiée sur 18 30cm (six triples LP).
204 chansons y sont présentes dont quelques inédites dont voici la liste :

## Bécaulogie volume 3 (Columbia / EMI 2 C 156-16081/82/83)
- Pour l'amour du ciel (Louis Amade/Gilbert Bécaud) [1 min 49 s] (1961)
- Adieu, bonjour (Pierre Delanoë/Gilbert Bécaud) [2 min 46 s] (1961)
- Les Cocottes en papier (Louis Amade/Gilbert Bécaud) [2 min 44 s] (1961)

## Bécaulogie volume 4 (Columbia / EMI 2 C 156-16084/85/86)
- De l'autre côté de la rivière (Maurice Vidalin/Gilbert Bécaud) [2 min 30 s] (1963)
- Dégonflé (Pierre Delanoë/Gilbert Bécaud) [3 min 46 s] (1963)

## Bécaulogie volume 5 (Columbia / EMI 2 C 156-16087/88/89)
- Six extraits de L'Opéra d'Aran (Nouvel enregistrement 1966 avec Gilbert Bécaud)

## Bécaulogie volume 6 (Columbia / EMI 2 C 156-16090/91/92)
- Sur le pont des Invalides (Pierre Delanoë/Gilbert Bécaud) [2 min 08 s] (1968)